# Anita Conti
Anita Conti, nacida Caracotchian (Ermont, 17 de mayo de 1899 - Douarnenez, 25 de diciembre de 1997), fue una exploradora, periodista, oceanógrafa y fotógrafa francesa.
Fue la primera mujer oceanógrafa francesa.
Entre las dos guerras mundiales empezó a dibujar las primeras cartas de pesca, en un momento en el que solo se disponía de cartas de navegación. Su actividad científica ayudó a agilizar las prácticas de pesca en alta mar. En la década de 1940, comenzó a preocuparse por los efectos de la pesca industrial sobre los recursos pesqueros y los ecosistemas marinos.

## Biografía

### Comienzos
Anita Conti era hija de Léon (Levon) Caracotchian, médico ginecólogo, de origen armenio, y de Alice Lebon. Junto a su familia viajó por Europa. En Bretaña y Vendea se embarcó regularmente con pescadores que despertaron en ella el gusto por el mar.
En 1914, al comienzo de la guerra, la familia se refugió en la isla de Oleron, donde Anita se dedicó a navegar en barco de vela, a leer y comenzó a hacer sus primeras fotografías.
Tras la guerra, Anita Caracotchian se instaló en París donde empezó a destacar en el oficio de encuadernación de libros de arte. Se casó en 1927 con el diplomático Marcel Conti y continuó pasando tiempo en barcos de pesca y leyendo para aprender sobre el mar: su fauna y su flora, su historia, etc.
Publicó artículos en la République, se embarcó en los barcos arenqueros y bacaladeros para compartir la vida cotidiana con los trabajadores del mar. En esos viajes observó y tomó fotografías. 
Como periodista y especialista en el mundo de la pesca, participó en varias campañas, desde el Golfo de Vizcaya hasta Terranova. Su objetivo en ese momento era elaborar para los profesionales del mar mapas de las zonas de pesca, un trabajo nunca realizado hasta entonces. Anita se fijó entonces una serie de parámetros (temperatura del agua, salinidad, etc.) y su influencia en las poblaciones de peces. 
Destacó por sus artículos sobre las riquezas marinas en revistas femeninas. Fue contratada en 1934 por Édouard Le Danois en la Oficina Científica y Técnica de Pesca Marina (OSTPM), como "responsable de propaganda" .

### Conclusiones procedentes de sus viajes
En 1939, Anita Conti se embarcó en un viaje hacia el Ártico a bordo del arrastrero bacaladero Viking para una salida de pesca de tres meses sobre el paralelo 75. Sus conclusiones sobre la sobreexplotación, de los océanos y las consecuencias de los excesos de la pesca fueron muy alarmantes. Al dar a conocer los problemas ambientales demostró que el mar no es un recurso inagotable. 
Desde noviembre de 1939 hasta enero de 1940, se embarcó en barcos dragadores de minas en el Canal de la Mancha y el Mar del Norte. Primera mujer militar a bordo de barcos de la Marina francesa participó activamente en las operaciones de limpieza de minas en Dunkerque.

### Reconocimientos
Su hijo Laurent Girault-Conti legó un fondo fotográfico de 45 000 fotos en blanco y negro a los puertos de Fécamp, Douarnenez y a la comuna de Lorient en 2004. La asociación « Cap sur Anita Conti » se ha encargado de digitalizar 28 000 de estas fotos y de organizar exposiciones hasta el 14 de mayo de 2014, fecha de su disolución. 
Es la madrina de Estran Cité de la mer, un museo dedicado al mar y la pesca ubicado en Dieppe e inaugurado en 1993.
En Ermont, su lugar de nacimiento, una puerta lleva su nombre. 
El 17 de mayo de 2019, en conmemoración del 120 aniversario de su nacimiento, Google le dedicó un Doodle (visible en el territorio francés).
Un buque oceanográfico construido en el astillero español Freire, destinado al Instituto Nacional Francés de Ciencias Oceánicas (IFREMER), lleva el nombre de la oceanógrafa francesa en honor a su trayectoria científica.

## Obra
- Géants des mers chaudes, Paris, 1957; éd. Payot & Rivages, 1997 (ISBN 2-228-89093-6)
- Racleurs d'océans, Paris, 1993; éd. Payot & Rivages, 1998 (ISBN 2-228-89591-1)
- [La ]route est si longue avant la nuit, Fécamp, 1996
- L'océan, les bêtes et l'homme ou l'ivresse du risque, éd. Payot & Rivages, Paris, 1999 (ISBN 2-228-89597-0)
- Les terre-neuvas, éd. du Chêne, Paris, 2004 (ISBN 2-84277-542-2)